# Den sidste udvej - beretninger om overvejelse
Den sidste udvej - beretninger om overvejelse er en dansk dokumentarfilm fra 2012, der er instrueret af Lotte Andersen.

## Handling
Hvad er det, der gør, at nogle mennesker mister livslysten og ser døden som den eneste udvej? Og hvad er det for øjeblikke, som alligevel gør livet værd at leve for en, der ellers er fast besluttet på at dø? Eva, Pernille My, Leo og Pernille er overlevere. De har et eller flere selvmordsforsøg bag sig. Men har valgt livet.